# Tusquets Editores
Tusquets Editores és una editorial fundada l'any 1969 per Beatriz de Moura i Òscar Tusquets, que eren matrimoni en aquella època. L'any 2012 es va associar amb el Grup Planeta.
Ha publicat obres d'autors castellanoparlants com Octavio Paz, Gabriel García Márquez, Julio Cortázar, Mario Vargas Llosa, Adolfo Bioy Casares, Jorge Luis Borges i Almudena Grandes, i també d'autors estrangers traduïdes al castellà com Milan Kundera, Italo Calvino, Albert Camus, Haruki Murakami, Georges Bataille, Henry James, entre d'altres.
Entre els seus més de 2.500 títols s'inclouen diverses col·leccions, com ara La Sonrisa Vertical, Los 5 Sentidos, Kriterios, Tiempo de Memoria, Textos en el Aire, Una Serie de Catastróficas Desdichas, Valentina, L'Ull de Vidre.
Des de l'any 2005, l'editorial atorga el Premi Tusquets de Novel·la de novel·les en castellà. També atorgà el Premi La Sonrisa Vertical de narrativa eròtica entre els anys 1977 i 2004.
L'octubre del 2017 va donar el seu fons editorial, un dels més importants de l'Estat espanyol, a la Biblioteca Nacional d'Espanya, després del desinterès de la Biblioteca de Catalunya.